# Hospital Militar Salta
El Hospital Militar Salta "Cirujano Mayor Doctor Joaquín Bedoya" (HMSA o H Mil Salta) es un hospital militar del Ejército Argentino con asiento de paz en Salta y con dependencia orgánica de la Dirección General de Salud.

## Actividades operacionales
El Hospital Militar Salta contribuye a la sanidad militar del Ejército y al apoyo a la comunidad, que incluyó en 2020 brindar apoyo al esfuerzo de ayuda humanitaria de las Fuerzas Armadas de la Nación desplegado durante la pandemia de COVID-19 en la Argentina, optimizando su personal y medios, colaborando con las provincias y municipios y unido a la red sanitaria de la provincia de Salta. Se hallaba en la órbita de la Zona de Emergencia Salta (que incluía Catamarca, Jujuy, La Rioja y Tucumán).